# Aux (audio)

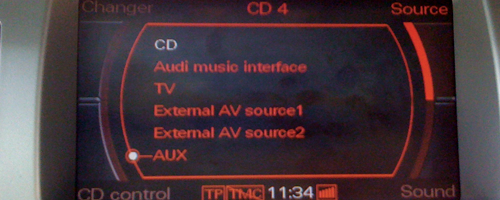
Możliwość wyboru źródła aux w Audi MMI 2G

Aux – wyprowadzenie wejściowe stosowane w sprzęcie hi-fi. Przeznaczone jest dla urządzeń, dla których nie przewidziano specjalnego złącza (np. komputer, iPod). Jest to skrót od angielskiego słowa auxiliary, co oznacza dodatkowy, pomocniczy.